# Rogério Márcio Botelho Gaúcho
Rogério Márcio Botelho Gaúcho ( * 28. září 1979 v Parenense, Brazílie) je brazilský fotbalový útočník.

## Klubová kariéra
Z Brazílie se dostal do RCD Mallorca, poté působil v bulharské Levski Sofia a ruské Samaře. V létě 2005 přišel z brazilského Barbarense na hostování do Olomouce. Po podzimu už o něj Olomouc nestála a ozvala se Slavia, ve které působil až do roku 2008. V sezoně 2007/08 získal se Slavií mistrovský titul a zahrál si i prestižní Ligu mistrů. V zimě 2008 přestoupil do slovenského týmu FC Koba Senec, kde se upsal na půl roku s možností návratu do Slavie. Následně zamířil do Slovanu Bratislava, s nímž vybojoval v ročníku 2008/09 ligový titul.